# Conus velaensis
Conus velaensis é uma espécie de gastrópode do gênero Conus, pertencente a família Conidae.